# Oncicola travassosi
Oncicola travassosi är en hakmaskart som beskrevs av Witenberg 1938. Oncicola travassosi ingår i släktet Oncicola och familjen Oligacanthorhynchidae. Inga underarter finns listade i Catalogue of Life.